# Martin Leiser
Martin Leiser (* 17. Juni 1978) ist ein ehemaliger Schweizer Hürdenläufer und Sprinter.
2003 wurde er bei der Universiade in Daegu über 400 m Hürden Achter. Bei den Leichtathletik-Hallenweltmeisterschaften 2004 in Budapest wurde er in der 4-mal-400-Meter-Staffel Vierter. Im Vorlauf stellte das Schweizer Quartett in der Besetzung Alain Rohr, Cédric El-Idrissi, Leiser und Andreas Oggenfuss mit 3:09,04 min den aktuellen Schweizer Hallenrekord auf.

## Persönliche Bestzeiten
- 400 m: 48,49 s, 20. Mai 2002, Zofingen
  - Halle: 48,16 s, 22. Februar 2004, Magglingen
- 400 m Hürden: 50,28 s, 30. August 2003, Daegu